# Вербен (Шпревалд)
Вербен или Вјербно (њем. Werben, длсрп. Wjerbno) општина је у њемачкој савезној држави Бранденбург. Једно је од 30 општинских средишта округа Шпре-Најсе. Према процјени из 2010. у општини је живјело 1.812 становника. Посједује регионалну шифру (AGS) 12071412.

## Географски и демографски подаци
Вербен или Вјербно се налази у савезној држави Бранденбург у округу Шпре-Најсе. Општина се налази на надморској висини од 58 метара. Површина општине износи 24,9 km². У самом мјесту је, према процјени из 2010. године, живјело 1.812 становника. Просјечна густина становништва износи 73 становника/km².